# Bentley Speed 8
Bentley EXP Speed 8 och den efterföljande Bentley Speed 8 är en serie sportvagnsprototyper, tillverkade av den brittiska biltillverkaren Bentley mellan 2001 och 2003.

## Bakgrund
Bentley hade vunnit Le Mans 24-timmars inte mindre än fem gånger under det glada 1920-talet, innan pengarna tog slut och företaget köptes upp av Rolls-Royce. Under Rolls-eran tilläts inget deltagande i motorsport och Bentleys identitet suddades sakta men säkert ut. När Volkswagen AG köpte Bentley 1998 beslutade man sig för att göra en treårig satsning för att återigen vinna Le Mans, som en del i återuppbyggnaden av varumärket.

## Bentley Speed 8
Audi deltog redan i sportvagnsracing med den öppna R8-modellen. För att undvika konkurrens byggde Bentley en täckt bil, som tävlade i en annan klass. Bentley var dessutom ensamma om att tävla med täckta bilar. Den första versionen, introducerad 2001, kallades Bentley EXP Speed 8, för att betona att det fortfarande var en experiment-modell. Motorn hämtades från Audi R8. Det var en V8 på 3,6 liter med ett turboaggregat per cylinderbank. Växellåda, chassi och kaross var unika för Bentleyn, anpassade för LMGTP-klassen. 2002 modifierades bilen med en större motor på fyra liter.
2003 kom den färdiga bilen, Bentley Speed 8. Det var i mångt och mycket en ny bil, med kraftiga modifieringar av chassi och kaross, samt nya hjulupphängningar. Endast motorn flyttades över från EXP-bilen. Efter Le Mans-loppet avvecklade Bentley satsningen.

## Tekniska data
| Tekniska data         | Bentley Speed 8                                                       |
| --------------------- | --------------------------------------------------------------------- |
| Motor:                | 8-cylindrig 90° V-motor med biturbo                                   |
| Cylindervolym:        | 3995 cm³                                                              |
| Borrning x slaglängd: | 87,0 x 84,0 mm                                                        |
| Max effekt:           | 615 hk                                                                |
| Max vridmoment:       | 800 Nm                                                                |
| Ventilstyrning:       | Dubbla överliggande kamaxlar per cylinderrad, 4 ventiler per cylinder |
| Bränslesystem:        | Direktinsprutning                                                     |
| Växellåda:            | 6-växlad manuell                                                      |
| Hjulupphängning:      | Dubbla tvärlänkar, torsionsfjädring                                   |
| Bromsar:              | Keramiska skivbromsar                                                 |
| Chassi & kaross:      | Kolfiberchassi med kompositkaross                                     |
| Hjulbas:              | 2740 mm                                                               |
| Torrvikt:             | 900 kg                                                                |
| Toppfart:             | 350 km/h                                                              |

## Tävlingsresultat
Vid sitt första Le Mans-lopp på drygt sjuttio år ställde Bentley upp med två bilar 2001. Bil nummer 7 försvann efter 56 varv, men bil nummer 8, med förarna Andy Wallace, Butch Leitzinger och Eric van de Poele slutade trea, efter två Audi-bilar.
2002 nöjde sig Bentley med en bil på Le Mans. Trion Wallace/ Leitzinger/ van de Poele blev fyra, efter tre Audi-bilar.
2003 körde Bentley även Sebring 12-timmars, som ett genrep inför Le Mans. Stallets två bilar slutade tre och fyra, bakom två Audi-bilar. Till Le Mans-loppet hade Audi vänligheten att överlämna sin satsning på privatteamen. Detta betydde att Bentley fick tillgång till Joest Racings erfarenhet och bästa förare. Loppet slutade med en dubbelseger för Bentley, med Tom Kristensen, Guy Smith och Rinaldo Capello i den vinnande bilen.